# شپتون (پنسیلوانیا)
شپتون (به انگلیسی: Sheppton) یک منطقهٔ مسکونی در ایالات متحده آمریکا است که در شهرستان سچویلکیلل، پنسیلوانیا واقع شده‌است. شپتون ۰٫۱ کیلومتر مربع مساحت و ۲۳۹ نفر جمعیت دارد.